# Emily Gielnik
Emily Gielnik (Melbourne, Australia; 13 de mayo de 1992) es una futbolista australiana. Juega como delantera en el Melbourne Victory de la A-League Women de Australia. Es internacional con la selección de Australia.

## Clubes
| Club                      | País       | Año             |
| ------------------------- | ---------- | --------------- |
| Brisbane Roar             | Australia  | 2009 - 2018     |
| Liverpool F.C. Women      | Inglaterra | 2012            |
| Ottawa Fury Women         | Canadá     | 2013            |
| Urawa Red Diamonds Ladies | Japón      | 2016            |
| Eskilstuna United         | Suecia     | 2016            |
| Avaldsnes IL              | Noruega    | 2017            |
| Melbourne Victory         | Australia  | 2018 - 2019     |
| Bayern de Múnich          | Alemania   | 2019 - 2020     |
| Vittsjö GIK               | Suecia     | 2020            |
| Brisbane Roar             | Australia  | 2020 - 2021     |
| Vittsjö GIK               | Suecia     | 2021            |
| Aston Villa               | Inglaterra | 2021 - 2023     |
| Melbourne Victory         | Australia  | 2023 - presente |

## Palmarés

### Títulos nacionales
| Título          | Club          | País      | Año     |
| --------------- | ------------- | --------- | ------- |
| W-League        | Brisbane Roar | Australia | 2010-11 |
| Copa de Noruega | Avaldsnes IL  | Noruega   | 2017    |

### Títulos internacionales
| Título                       | Equipo    | Sede           | Año  |
| ---------------------------- | --------- | -------------- | ---- |
| Torneo Preolímpico de la AFC | Australia | Japón          | 2016 |
| Torneo de Naciones           | Australia | Estados Unidos | 2017 |
| Copa de Naciones de la FFA   | Australia | Australia      | 2019 |

(*) Incluyendo la Selección

### Distinciones individuales
| Distinción                  | Año     |
| --------------------------- | ------- |
| Botín de Oro de la W-League | 2020-21 |